# التهاب محفظة تينون
التهاب محفظة تينون أو التهاب محفظة تنون (بالإنجليزية: Tenonitis)‏ هوَ مرض نادر يُصيب العين، حيثُ يحدث التهاب في محفظة تينون.